# Аксон

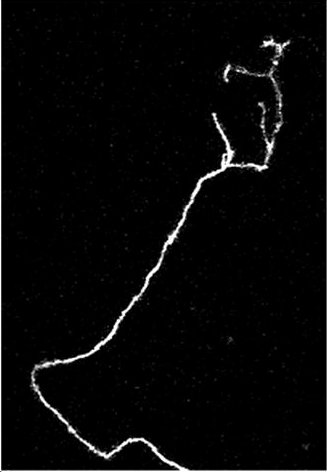
Аксон 9-дневной мыши

Аксон (от др.-греч. ἄξων — «ось») — нейрит (длинный цилиндрический отросток нервной клетки), по которому нервные импульсы идут от тела клетки (сомы) к иннервируемым органам и другим нервным клеткам.
Каждый нейрон состоит из одного аксона, тела (перикариона) и нескольких дендритов, в зависимости от числа которых нервные клетки делятся на униполярные, биполярные или мультиполярные. Передача нервного импульса происходит от дендритов (или от тела клетки) к аксону, а затем сгенерированный потенциал действия от начального сегмента аксона передаётся назад к дендритам. Если аксон в нервной ткани соединяется с телом следующей нервной клетки, такой контакт называется аксо-соматическим, с дендритами — аксо-дендритический, с другим аксоном — аксо-аксональный (редкий тип соединения, встречается в ЦНС).
Концевые участки аксона — терминали — ветвятся и контактируют с другими нервными, мышечными или железистыми клетками. На конце аксона находится синаптическое окончание — концевой участок терминали, контактирующий с клеткой-мишенью. Вместе с постсинаптической мембраной клетки-мишени синаптическое окончание образует синапс. Через синапсы передаётся возбуждение.

## Свойства
Питание и рост аксона зависят от тела нейрона: при перерезке аксона его периферическая часть отмирает, а центральная сохраняет жизнеспособность.
При диаметре в несколько микронов длина аксона может достигать у крупных животных 1 метра и более (например, аксоны, идущие от нейронов спинного мозга в конечности).
У многих беспозвоночных (кальмаров, кольчатых червей, форонид, ракообразных) встречаются гигантские аксоны толщиной в сотни мкм (у кальмаров — до 2—3 мм). Обычно такие аксоны проводят сигналы к мышцам, обеспечивающим «реакцию бегства» (втягивание в норку, быстрое плавание и др.). При прочих равных условиях с увеличением диаметра аксона увеличивается скорость проведения по нему нервных импульсов.

## Строение

Аксон в составе нейрона

В протоплазме аксона — аксоплазме — имеются тончайшие волоконца — нейрофибриллы, а также микротрубочки, митохондрии и агранулярная (гладкая) эндоплазматическая сеть. В зависимости от того, покрыты ли аксоны миелиновой (мякотной) оболочкой или лишены её, они образуют мякотные или безмякотные нервные волокна.
Миелиновая оболочка аксонов имеется только у позвоночных. Её образуют «накручивающиеся» на аксон специальные шванновские клетки (в центральной нервной системе — олигодендроциты), между которыми остаются свободные от миелиновой оболочки участки — перехваты Ранвье. Только на перехватах присутствуют потенциал-зависимые натриевые каналы и заново возникает потенциал действия. При этом нервный импульс распространяется по миелинизированным волокнам ступенчато ("сальтаторно"), что в несколько раз повышает скорость его распространения. Скорость передачи сигнала по покрытым миелиновой оболочкой аксонам достигает 100 метров в секунду.
Безмякотные аксоны меньше размерами, чем аксоны, покрытые миелиновой оболочкой, что компенсирует потери в скорости распространения сигнала по сравнению с мякотными аксонами.
В месте соединения аксона с телом нейрона у наиболее крупных пирамидных клеток 5-го слоя коры ("гигантских пирамид Беца") находится аксонный холмик. Ранее предполагалось, что здесь происходит преобразование постсинаптического потенциала нейрона в нервные импульсы, но экспериментальные данные это не подтвердили. Регистрация электрических потенциалов выявила, что нервный импульс генерируется в самом аксоне, а именно в начальном сегменте на расстоянии ~50 мкм от тела нейрона. Для генерации потенциала действия в начальном сегменте аксона требуется повышенная концентрация натриевых каналов (до ста раз по сравнению с телом нейрона).
Аксонный холмик, как правило, присутствует в начале аксона у абсолютного большинства нейронов, но, напр., у клеток Пуркинье (в коре мозжечка) его нет.